# Dogujiev
Dogujiev - Догужиев (rus) - és un khútor de la República d'Adiguèsia, a Rússia. Es troba a la vora esquerra del Labà, a 14 km a l'est de Krasnogvardéiskoie i a 64 km al nord-est de Maikop, la capital de la república.
Pertany al municipi de Iélenovskoie.